# USS Oregon City (CA-122)
El USS Oregon City (CA-122) de la Armada de los Estados Unidos fue la cabeza de serie de los cruceros pesados de la su clase. Fue puesto en gradas en 1944, botado en 1945, asignado en 1946 y retirado en 1947.

## Construcción y características

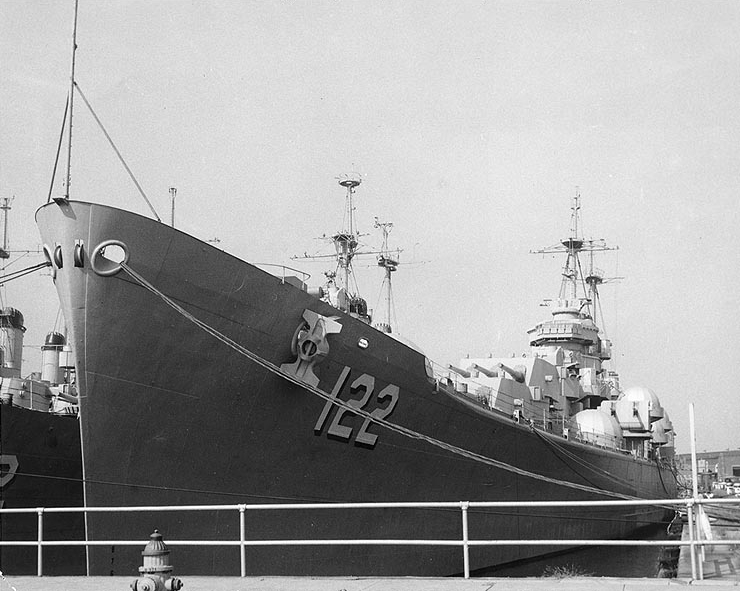
Proa

Construido por Bethlehem Steel de Quincy, Massachusetts, fue puesto en gradas el 8 de abril de 1944, botado el 9 de junio de 1945 y asignado el 16 de febrero de 1946.

### Características
Fue un crucero de 13 600 t de desplazamiento, 205 m de eslora, 21 m de manga y 7 m de calado; con propulsión de 4× turbinas de vapor con 120 000 shp (velocidad 33 nudos). Su blindaje era de 150 mm en el cinturón, 200 mm en las torres, 30 mm en la cubierta y 150 mm en la torre de mando. Su armamento consistía de armas 9× cañones de 203 mm, 12× cañones de 127 mm, 48× cañones de 40 mm y 24× cañones de 20 mm.